# 신야구
《신야구》는 최초의 온라인 캐주얼 야구게임으로 2004년 출시되어 2005년 12월에는 대한민국 온라인 스포츠 게임 랭킹 2위를 고수하기도 했으나, 2007년 12월 28일 공식적으로 서비스를 종료하였다.

## 개요
| 개발사        | 네오플                                                              |
| 유통사        | 한빛소프트                                                          |
| 플랫폼        | PC                                                                  |
| 장르          | 스포츠/야구/3D                                                      |
| 출시일        | 2004년                                                              |
| 방식          | 온라인                                                              |
| 서비스 종료일 | 2007년 12월 28일                                                    |
| 공식 홈페이지 | https://web.archive.org/web/20080430143130/http://nbb.hanbiton.com/ |

## 특징
- SD 캐릭터와 만화 같은 배경 그래픽
- 1대1 플레이 방식으로 한 팀을 게이머가 전부 조종
- 게이머가 구단주가 되어 구단을 관리하고 선수를 육성, 트레이드
- KBO와 라이선스를 맺어 팀명과 선수명이 실명으로 등장

## 같이 보기
- 넷마블의 마구마구
- 네오위즈의 슬러거